# Reprezentacja Szwajcarii w piłce nożnej plażowej mężczyzn
Reprezentacja Szwajcarii w piłce nożnej plażowej – reprezentuje Szwajcarię na międzynarodowych rozgrywkach beach soccera. Należy do Szwajcarskiego Związku Piłki Nożnej oraz do UEFA. Nosi przydomek Nati. Trenerem jest Angelo Schirinzi, a kapitanem Mo Jaeggy.

## Obecny skład
Stan na 2011
| Nr | Poz. | Piłkarz              |
| -- | ---- | -------------------- |
| 1  | BR   | Nico Stalder         |
| 2  | OB   | Samuel Lutz          |
| 3  | OB   | Kaspar Jaeggy        |
| 5  | OB   | Michael Misev        |
| 6  | OB   | Stephan Leu          |
| 7  | PO   | Sandro Spaccarotella |
| 8  | PO   | Mo Jaeggy (kapitan)  |

| Nr | Poz. | Piłkarz          |
| -- | ---- | ---------------- |
| 9  | NA   | Dejan Stankovic  |
| 10 | NA   | Philipp Borer    |
| 11 | NA   | Noel Ott         |
| 12 | BR   | Valentin Jaeggy  |
| 15 | NA   | Angelo Schirinzi |

## Sztab
- Asystent: Georges Klauser
- Lekarz: Dr. Thomas Schwamborn

## Sukcesy
- Mistrzostwa Świata w 2009 finał
- Europejska Liga Beach Soccera 2011 finał
- Europejska Liga Beach Soccera 2012 zwycięstwo